# Delrumstopologi
Ett delrum eller underrum inom matematikgrenen topologi är en delmängd till ett topologiskt rum utrustad med en speciell topologi kallad underrumstopologi, delrumstopologi eller relativ topologi inducerad från topologin på hela rummet.

## Definition

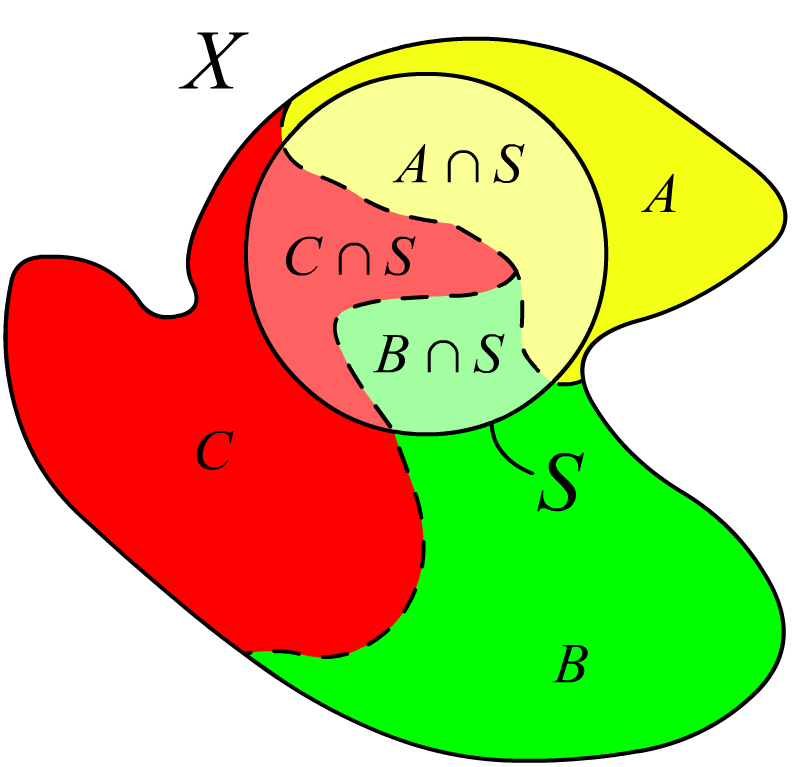
Illustration av delrumstopologi. Rummet X har de öppna mängderna A, B och C.

Givet ett topologiskt rum {\displaystyle (X,\tau )} så är underrumstopologin {\displaystyle \tau _{S}} till en delmängd {\displaystyle S\subset X} definierad enligt
{\displaystyle \tau _{S}=\{S\cap U:U\in \tau \}.}
Det topologiska rummet {\displaystyle (S,\tau _{S})} kallas då för ett underrum till det topologiska rummet {\displaystyle (X,\tau )}.
Att {\displaystyle \tau _{S}} verkligen är en topologi följer av:
1. {\displaystyle \varnothing =\varnothing \cap S}
2. {\displaystyle S=S\cap X}
3. För {\displaystyle V\in \tau _{S}} gäller att {\displaystyle V=U\cap S} för något U i {\displaystyle \tau }. Alltså gäller:

{\displaystyle \bigcap _{k=1}^{n}V_{k}=\bigcap _{k=1}^{n}(U_{k}\cap S)=\left(\bigcap _{k=1}^{n}U_{k}\right)\cap S.}
{\displaystyle \bigcup _{\alpha \in I}V_{\alpha }=\bigcup _{\alpha \in I}(U_{\alpha }\cap S)=\left(\bigcup _{\alpha \in I}U_{\alpha }\right)\cap S.}

## Egenskaper
- Om {\displaystyle {\mathfrak {B}}} är en bas för topolopgin {\displaystyle \tau } i X så är

{\displaystyle {\mathfrak {B}}_{S}=\{B\cap S:B\in {\mathfrak {B}}\}}
en bas för underrumstopologin {\displaystyle \tau _{S}}.
- Om {\displaystyle (S,\tau _{S})} är ett underrum till {\displaystyle (X,\tau )}, {\displaystyle V\in \tau _{S}} och {\displaystyle S\in \tau } så gäller att {\displaystyle V\in \tau }.
- De slutna mängderna i ett underrum är exakt de mängder som är snitt mellan underrummet och de slutna mängderna i det större rummet.
- Om A är ett delrum till S och S är ett delrum till X så är A ett delrum till X med samma topologi.

### Ärftliga egenskaper
En egenskap hos ett topologiskt rum sägs vara ärftlig om det gäller att varje delrum till rummet har egenskapen. Exempelvis är egenskaperna att vara Hausdorffrum och Kolmogorovrum ärftliga.

## Exempel
- Betrakta de reella talen R med standardtopologin och delmängden av de naturliga talen. Delrumstopologin är då den diskreta topologin.
- Ta R med standardtopologin och delmängden {\displaystyle S=[a,b]}. En bas för underrumstopologin är då de mängder som fås som {\displaystyle (x,y)\cap [a,b]}. Dessa mängder kan få följande utseenden:

{\displaystyle {\begin{matrix}(x,y)&[a,y)&(x,b]&[a,b]\end{matrix}}.}